# مونتيفيوري كونكا
مونتيفيوري كونكا (بالإيطالية: Montefiore Conca)‏ هي بلدية في مقاطعة ريميني في إقليم إميليا رومانيا في إيطاليا. 

## السكان
في سنة 1861 بلغ عدد السكان 2٬618 نسمة، وتطور العدد ليصل في سنة 2011 لـ 2٬195 نسمة.
يظهر هذا المخطط البياني تطور النمو السكاني لـ مونتيفيوري كونكا